# Babe Ruth
Babe Ruth, także Babe, The Bambino, The Sultan of Swat, właśc. George Herman Ruth Jr. (ur. 6 lutego 1895 w Baltimore, zm. 16 sierpnia 1948 w Nowym Jorku) – amerykański zawodowy baseballista (1914–1935), bohater popularnego przesądu, tzw. klątwy Bambino.

## Życiorys
Nazywany najlepszym zawodnikiem wszech czasów, dzięki swojej waleczności i charyzmie stał się najbardziej rozpoznawalną osobistością amerykańskich lat dwudziestych. Został pierwszym graczem, który zdobył 60 home runów w jednym sezonie (1927), a ustanowiony przez niego rekord pozostawał niepobity aż do roku 1961. Łącznie w całej karierze zdobył 714 home runów, ustanawiając rekord, który pobił dopiero Hank Aaron w 1974 roku. Całkowicie zdominował erę baseballu, w której występował.
W 1936 roku został jednym z pięciu baseballistów wybranych do amerykańskiej Hall of Fame. W 1969 roku w setną rocznicę istnienia zawodowego baseballu został uznany za najlepszego gracza wszech czasów. W 1998 roku „The Sporting News” umieścił go na szczycie klasyfikacji 100 najlepszych baseballistów. Rok później głosami kibiców został wybrany do drużyny gwiazd dwudziestego stulecia. ESPN w tym samym roku uznał go za drugiego najwybitniejszego amerykańskiego sportowca XX wieku (wyprzedził go tylko Michael Jordan), natomiast w plebiscycie Associated Press na największych sportowców XX wieku zajął pierwsze miejsce przed Jordanem i Jimem Thorpe. Zespół sportowych ekspertów uznał go także za pierwszą amerykańską gwiazdę sportu, której sława wypłynęła poza dziedzinę, w której występował.
Pomijając statystyki i nagrody Babe Ruth kompletnie zmienił baseball. Często przypisuje mu się dużą zasługę w wybuchu zainteresowania tym sportem w latach dwudziestych. Poza boiskiem był sławny ze względu na swoją charyzmę oraz niezłomność, ale jednak często mówiono o jego nieodpowiedzialnym i lekkomyślnym stylu życia. Powszechnie uznaje się go za jednego z najpopularniejszych sportowców wszech czasów.
W 2018 pośmiertnie otrzymał Prezydencki Medal Wolności.